# Lost Society
Lost Society es una banda finlandesa de thrash metal formada en Jyväskylä, Finlandia en el año 2010.
La formación original de la banda constaba del guitarrista y vocalista Samy Elbanna, el guitarrista y vocalista de respaldo Arttu Lesonen, el bajista y vocalista de respaldo Mirko Lehtinen y el baterista Ossi Paananen. En febrero de 2020 Ossi Paananen se retiró oficialmente de la banda y fue remplazado por Tapani Tazzy Fagerström, exbaterista de Santa Cruz.

## Carrera
La banda hizo parte, en el año 2012, al concurso de bandas GBOB (Global Battle of the Bands) organizado por Nuclear Blast Records. La banda finalmente ganó el concurso como clasificada finlandesas y se encaminó a Londres para actuar en las finales. En el año 2013, y a la corta edad de la banda y sus integrantes, se lanzó su primer álbum llamado Fast Loud Death, el cual recibió una respuesta positiva de los medios de comunicación finlandeses.
En abril de 2014, la banda lanzó su segundo álbum de estudio Terror Hungry, el cual ocupó el lugar número 6 en los rankings finlandeses oficiales (Suomen virallinen lista). El álbum fue lanzado con el sencillo homónimo Terror Hungry. Con respecto a su predecesor (el álbum Fast Loud Death), éste fue un álbum con riffs más oscuros e influenciados por el groove metal.
En febrero de 2016, la banda lanzó su tercer álbum llamado Braindead. El álbum alcanzó el tercer lugar en el ranking oficial. Este álbum es diferente en relación con la producción de Lost Society, con canciones más largas y lentas.
La música de la banda está influenciada por bandas como Megadeth y Pantera.
La banda apareció en el festival Hartwall Arena el 7 de diciembre del año 2015, junto a Slayer y Anthrax. En la primavera de 2016, la banda realizó una gira junto con la banda norteamericana de thrash metal Exodus en países europeos incluyendo Inglaterra, Irlanda, Alemania y los Países Bajos.
El 19 de febrero de 2020, dos días antes del lanzamiento de su cuarto álbum, se anunció que Ossi Paananen renunciaría como baterista de la banda y sería reemplazado por el exbaterista de Santa Cruz Taz Fagerström. Su cuarto álbum, No Absolution, fue lanzado el 21 de febrero de 2020. El 3 de marzo de 2020, el álbum llegó a la lista de éxitos de Finlandia en el número 4.

## Miembros
Miembros actuales
- Samy Elbanna - Voz y guitarra. (2010 - presente)
- Arttu Lesonen - Guitarra y voz de respaldo. (2011 - presente)
- Mirko Lehtinen - Bajo y voz de respaldando. (2011 - presente)
- Tapani Tazzy Fagerström - Batería. (2020 - presente)

Exmiembros
- Ossi Paananen - Batería. (2011 - 2020)

## Discografía

### Álbumes de estudio
- Fast Loud Death (2013) (Nuclear Blast).
- Terror Hungry (2014) (Nuclear Blast).
- Braindead (2016) (Nuclear Blast).[14]
- No Absolution (2020)
- If The Sky Came Down (2022)

### Sencillos
- "Trash All Over You" (2013)
- " I Am the Antidote" (2015)
- "Braindead" (2016)
- "No absolution" (2019)
- "Deliver Me" (2019)
- "Into Eternity" (2019)
- "Artificial" (2020)
- "112" (2022)
- "Stitches" (2022)
- "What have I Done" (2022)
- "Awake" (2022)

### Demos
- Lost Society (2011)
- Trash All Over You (2012)